# Keroplatus ornativentris
Keroplatus ornativentris är en tvåvingeart som beskrevs av Loïc Matile 1989. Keroplatus ornativentris ingår i släktet Keroplatus och familjen platthornsmyggor. Inga underarter finns listade i Catalogue of Life.